# Antheraea vinacea
Antheraea vinacea är en fjärilsart som beskrevs av Arthur Schüssler 1936?. Antheraea vinacea ingår i släktet Antheraea och familjen påfågelsspinnare. Inga underarter finns listade i Catalogue of Life.